# Лиана
Лианата е дългостеблена, дървесна лоза, която е вкоренена в почвата на нивото на земята и използва дървета, както и други средства за вертикална опора, за да се изкачи до навес в търсене на пряка слънчева светлина. Думата „лиана“ не се отнася до таксономично групиране, а по-скоро до вид растеж на растения – подобно на дърво или храст.

## Етимология
Произхожда от френското liane, а то от френска диалектна дума от Френските Антили, която означава „сноп“.

## Примери
Някои семейства и родове, съдържащи видове лиана, включват:
- Gnetophyta
  - Gnetum
- Страшникови
  - Mendoncia
  - Thunbergia, such as T. grandiflora and T. mysorensis
- Ancistrocladaceae
  - Ancistrocladus
- Annonaceae
  - Artabotrys
  - Fissistigma
  - Uvaria
- Apocynaceae
  - Odontadenia
  - Stephanotis
  - Strophanthus, e.g S. sarmentosus
- Arecaceae
  - Calamus
  - Daemonorops
- Araceae
  - Pothos, e.g. P. lancifolius
- Aristolochiaceae
  - Aristolochia
- Bignoniaceae
  - Anemopaegma
  - Pyrostegia
- Capparaceae
  - Capparis
- Connaraceae
  - Connarus
- Dilleniaceae
  - Doliocarpus[2]
- Dioscoreaceae
  - Dioscorea, e.g. D. sylvatica
- Fabaceae
  - some Acacia, e.g. A. concinna
  - Callerya megasperma
  - Dalbergia armata
  - Derris
  - Entada
  - Hultholia mimosoides
  - Machaerium
  - Mezoneuron
  - Mucuna, e.g. M. bennettii
  - Pterolobium
  - Lasiobema
  - Strongylodon, e.g. S. macrobotrys
  - Wisteria
- Flagellariaceae
  - Flagellaria indica
- Loganiaceae
  - Strychnos, e.g. S. axillaris
- Nepenthaceae
  - Nepenthes
- Nyctaginaceae
  - Bougainvillea
- Oleaceae
  - Jasminum
- Polygalaceae
  - Moutabea, e.g. M. aculeata
- Sapindaceae
  - Paullinia
- Rhamnaceae
  - Ventilago
  - Ziziphus
- Rubiaceae
  - Uncaria
- Rutaceae
  - Toddalia asiatica
- Schlegeliaceae
  - Schlegelia
- Smilacaceae
  - Smilax
- Verbenaceae
  - Petrea, e.g. P. volubilis
- Vitaceae
  - Ampelopsis
  - Cissus, e.g. C. hypoglauca
  - Parthenocissus
  - Tetrastigma
  - Vitis

## Галерия
- Лиани в Шри Ланка
- Сенник от Entada gigas, който се е образувал над лозата Bauhinia glabra в Кауаи, Хавай
- Лиана в Западни Гхати
- Лиани в Словакия
- Cynanchum aphyllum